# 宝登山
宝登山（ほどさん）は、埼玉県秩父郡長瀞町にある山。標高468.8m。麓には宝登山神社、山頂にはその奥宮を擁する。
中腹まで架設されている宝登山ロープウェイは、山麓駅から山頂駅までの全長963mを約5分間で結んでいる。
宝登山頂駅付近には梅園、ロウバイ園や宝登山小動物公園などがある。

## 付近の名所
- 旧新井家住宅
- 西浦採銅坑跡
秩父地方は和同開珎で知られている、日本初の銅の自然採掘の地。数か所の採銅抗のうち、ここ西浦採銅坑跡は長瀞で最大級のもの。
- 宝登山神社（寳登山神社）
秩父神社、三峰神社と並び秩父三社の一つに数えられる。
- 長瀞渓谷
荒川の上流部の渓谷。結晶片岩類による岩石段丘。日本の名勝天然記念物（1924年（大正13年）12月9日指定）。

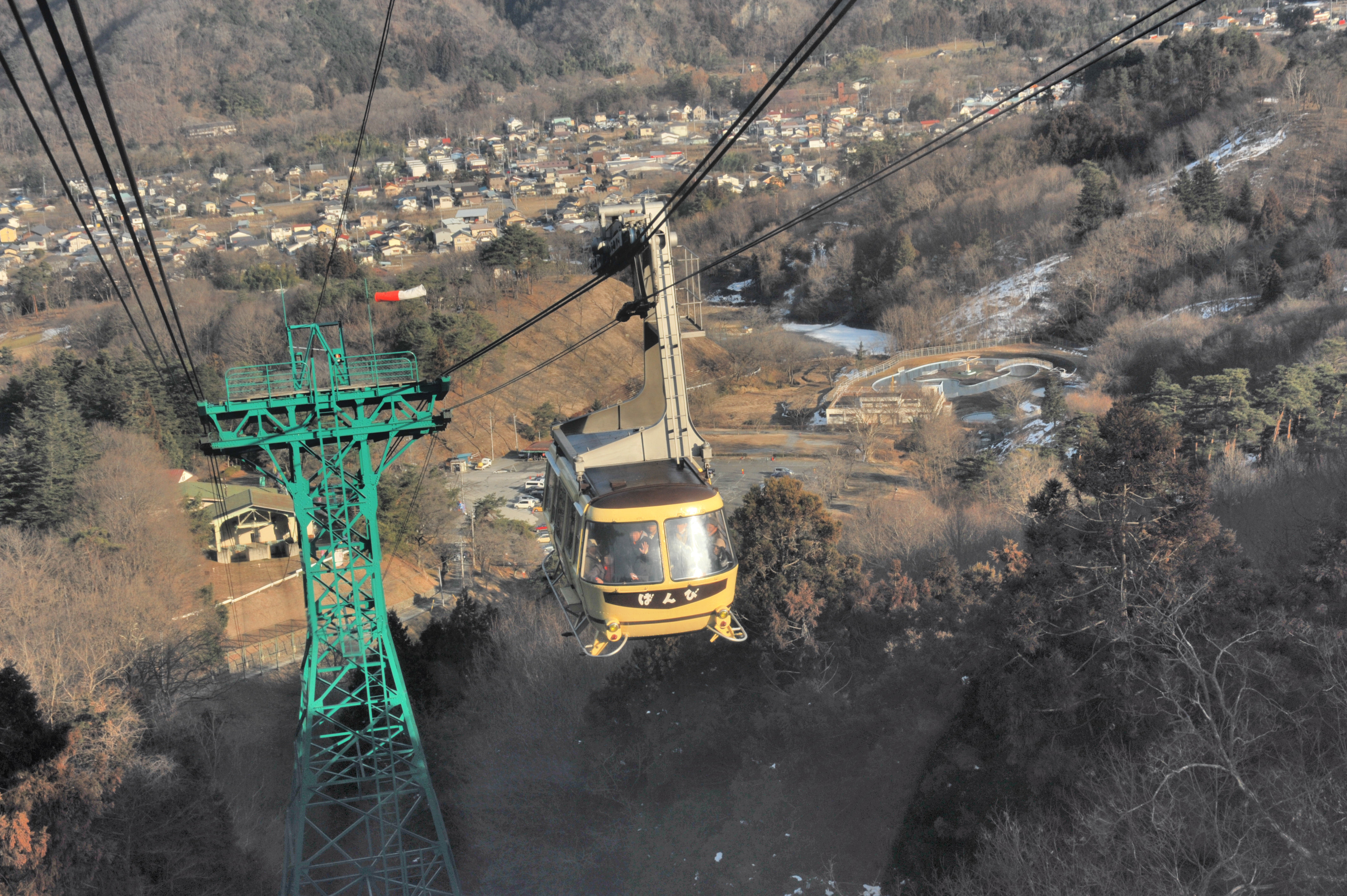
宝登山ロープウェイ
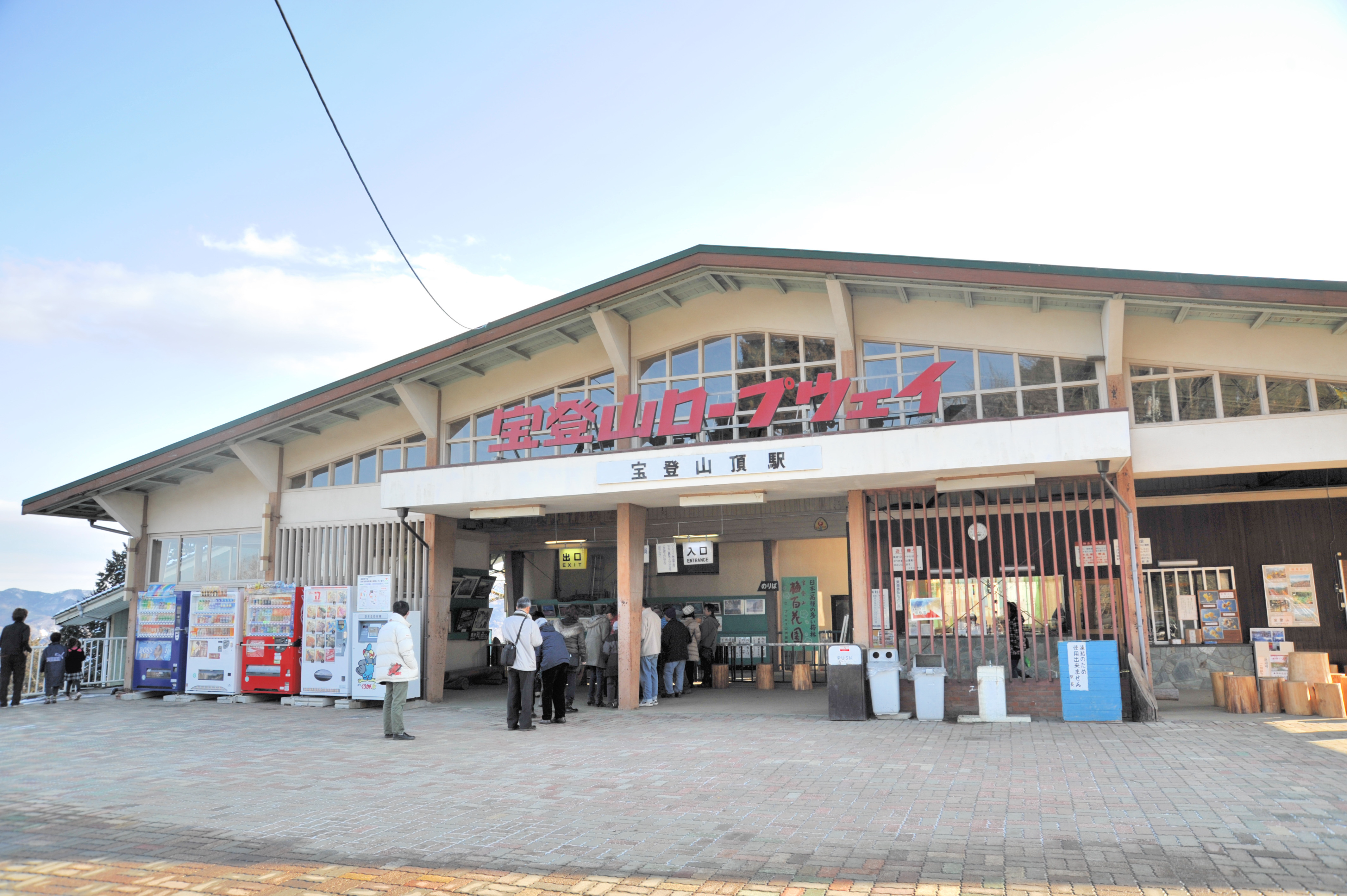
宝登山頂駅
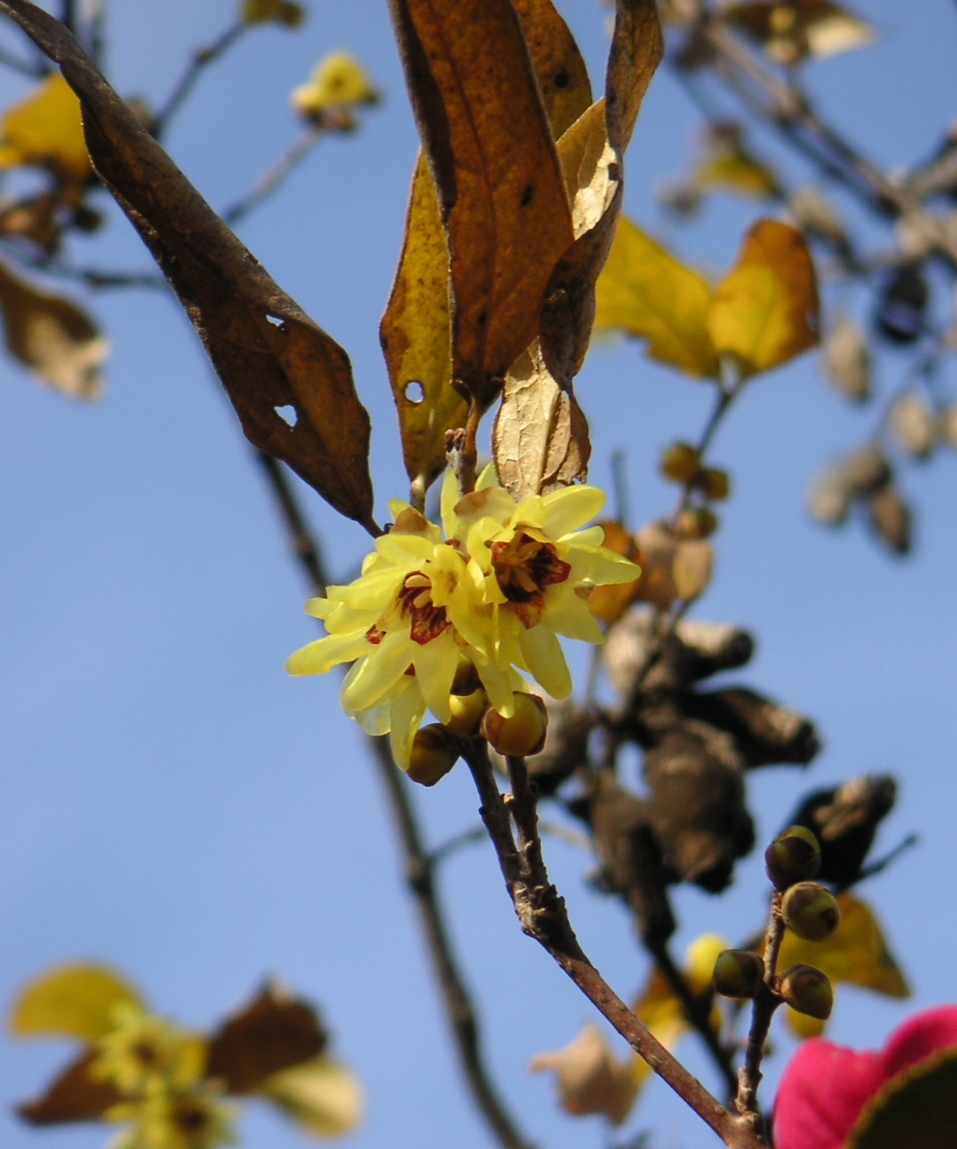
宝登山のロウバイ（2004年2月）
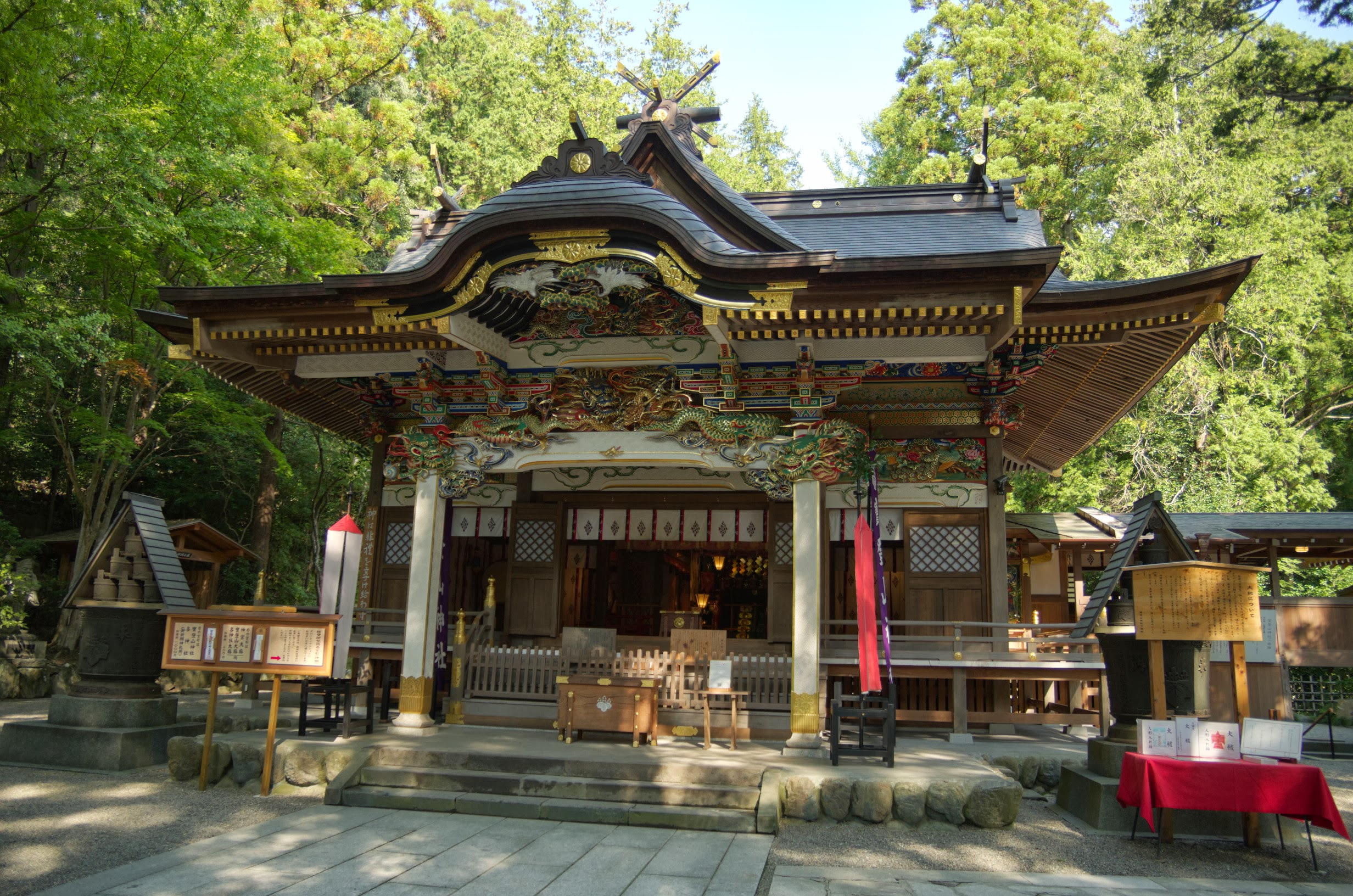
寳登山神社